# The Dutchess
The Dutchess là album phòng thu hát đơn đầu tay của ca sĩ người Mỹ Fergie, phát hành ngày 13 tháng 9 năm 2006 bởi A&M Records và will.i.am Music Group. Sau khi gia nhập nhóm nhạc hip hop Black Eyed Peas vào năm 2002 và thực hiện hai album phòng thu với nhóm, Fergie bắt đầu thu âm đĩa nhạc khi đang lưu diễn với những bài hát được cô sáng tác trong tám năm vừa qua. Nữ ca sĩ muốn tạo nên một album tự truyện để truyền tải câu chuyện của cô đến gần với người nghe. The Dutchess kết hợp nhiều thể loại âm nhạc khác nhau, bao gồm nhạc pop, hip hop, R&B, reggae, punk rock và soul, với nội dung ca từ đề cập những chủ đề về lời phê bình, tình yêu và những rắc rối trong đời sống cá nhân của cô. Fergie hợp tác chặt chẽ với thành viên cùng nhóm will.i.am trong quá trình sản xuất đĩa nhạc, bên cạnh sự tham gia cộng tác từ Ron Fair, Printz Board, Rob Boldt, Keith Harris, George Pajon và Polow da Don. Ngoài ra, album còn có sự góp giọng của will.i.am, Ludacris, Rita Marley, I-Three và John Legend.
Sau khi phát hành, The Dutchess nhận được những phản ứng trái chiều từ các nhà phê bình âm nhạc, trong đó họ đánh giá cao khâu sản xuất và chất giọng của Fergie, nhưng cũng vấp phải một số chỉ trích xung quanh lời bài hát và cho rằng những bản nhạc không đủ sức nặng đối với giọng hát của cô. Tuy nhiên, đĩa nhạc vẫn nhận được đề cử tại giải Juno năm 2008 cho Album Quốc tế của năm và một đề cử giải Grammy tại lễ trao giải thường niên lần thứ 50. The Dutchess cũng gặt hái những thành công lớn về mặt thương mại, đứng đầu bảng xếp hạng tại Úc và lọt vào top 10 ở nhiều quốc gia khác, bao gồm vươn đến top 5 ở những thị trường lớn như Canada, Nhật Bản và New Zealand. Đĩa nhạc ra mắt ở vị trí thứ ba trên bảng xếp hạng Billboard 200 tại Hoa Kỳ với 142,000 bản và vươn đến ngôi vị á quân ở tuần thứ 51 xuất hiện, trở thành album đạt thứ hạng cao nhất của nữ ca sĩ tại đây. Tính đến nay, album đã bán được hơn 12 triệu bản trên toàn cầu, trở thành một trong những album của nghệ sĩ nữ bán chạy nhất lịch sử.
Sáu đĩa đơn đã được phát hành từ The Dutchess, trong đó năm đĩa đơn đầu tiên đều vươn đến top 5 trên bảng xếp hạng Billboard Hot 100, trở thành một trong những album đầu tay hiếm hoi kể từ năm 1989 đạt được thành tích trên. "Big Girls Don't Cry", "Glamorous" và "London Bridge" đều đứng đầu bảng xếp hạng tại Hoa Kỳ và đạt được hơn hai triệu lượt tải nhạc số tại đây, thiết lập kỷ lục là album có nhiều đĩa đơn đạt hai đĩa Bạch kim hoặc trở lên nhất, một kỷ lục kéo dài đến năm 2012. Ngoài ra, "Big Girls Don't Cry" cũng nhận được đề cử giải Grammy ở hạng mục Trình diễn giọng pop nữ xuất sắc nhất. Để quảng bá album, nữ ca sĩ trình diễn trên nhiều chương trình truyền hình và lễ trao giải lớn, như American Idol, Good Morning America, Today, Late Show with David Letterman, giải Video âm nhạc của MTV năm 2006, giải thưởng Âm nhạc Mỹ năm 2007, cũng như thực hiện chuyến lưu diễn Verizon VIP Tour với 23 đêm diễn khắp Bắc Mỹ. Năm 2017, Fergie phát hành phần tiếp theo của đĩa nhạc Double Dutchess.

## Danh sách bài hát
| The Dutchess – Phiên bản tiêu chuẩn | The Dutchess – Phiên bản tiêu chuẩn                         | The Dutchess – Phiên bản tiêu chuẩn                                                                                         | The Dutchess – Phiên bản tiêu chuẩn | The Dutchess – Phiên bản tiêu chuẩn |
| STT                                 | Nhan đề                                                     | Sáng tác | Sản xuất                            | Thời lượng                          |
| ----------------------------------- | ----------------------------------------------------------- | --- | ----------------------------------- | ----------------------------------- |
| 1.                                  | "Fergalicious" (hợp tác với will.i.am)                      | William Adams Stacy Ferguson Dania Maria Birks Juana Michelle Burns Juanita A. Lee Kim Nazel Fatima Shaheed Derrick Rahming | will.i.am                           | 4:52                                |
| 2.                                  | "Clumsy"                                                    | Adams Ferguson Bobby Troup                                                                                                  | will.i.am                           | 4:00                                |
| 3.                                  | "All That I Got (The Make Up Song)" (hợp tác với will.i.am) | Adams Ferguson Keith Harris Lionel Richie Ronald LaPread Sr.                                                                | Harris will.i.am Ron Fair [a]       | 4:05                                |
| 4.                                  | "London Bridge"                                             | Ferguson Jamal Jones Sean Garrett Mike Hartnett                                                                             | Polow da Don                        | 4:01                                |
| 5.                                  | "Pedestal"                                                  | Ferguson Printz Board | Board                               | 3:22                                |
| 6.                                  | "Voodoo Doll"                                               | Ferguson Adams | will.i.am                           | 4:23                                |
| 7.                                  | "Glamorous" (hợp tác với Ludacris)                          | Ferguson Jones Adams Elvis Williams Christopher Bridges                                                                     | Polow da Don                        | 4:08                                |
| 8.                                  | "Here I Come" (hợp tác với will.i.am)                       | Adams Ferguson William Robinson Jr.                                                                                         | will.i.am                           | 3:21                                |
| 9.                                  | "Velvet"                                                    | Ferguson George Pajon Jr. Michael Fratantuno                                                                                | will.i.am Pajon Jr.                 | 4:53                                |
| 10.                                 | "Big Girls Don't Cry"                                       | Ferguson Toby Gad | will.i.am Fair [a]                  | 4:28                                |
| 11.                                 | "Mary Jane Shoes" (hợp tác với Rita Marley và I-Three)      | Ferguson Vincent Ford Adams                                                                                                 | will.i.am                           | 3:55                                |
| 12.                                 | "Losing My Ground"                                          | Ferguson Stefanie Ridel Renee Sandstrom Rob Boldt                                                                           | Boldt Fair                          | 4:08                                |
| 13.                                 | "Finally" (hợp tác với John Legend)                         | John Stephens Ferguson Ridel                                                                                                | Legend Fair Ridel [a]               | 4:52                                |
| 14.                                 | "Israel Nights (Maybe We Can Take a Ride)" (bản nhạc ẩn)    | |                                     | 3:34                                |
| Tổng thời lượng:                    | Tổng thời lượng:                                            | Tổng thời lượng: | Tổng thời lượng:                    | 58:00                               |

| The Dutchess – Phiên bản trên iTunes Store Hoa Kỳ (bản nhạc bổ sung) | The Dutchess – Phiên bản trên iTunes Store Hoa Kỳ (bản nhạc bổ sung) | The Dutchess – Phiên bản trên iTunes Store Hoa Kỳ (bản nhạc bổ sung) | The Dutchess – Phiên bản trên iTunes Store Hoa Kỳ (bản nhạc bổ sung) | The Dutchess – Phiên bản trên iTunes Store Hoa Kỳ (bản nhạc bổ sung) |
| STT                                                                  | Nhan đề                                                              | Sáng tác                                                             | Sản xuất                                                             | Thời lượng                                                           |
| -------------------------------------------------------------------- | -------------------------------------------------------------------- | -------------------------------------------------------------------- | -------------------------------------------------------------------- | -------------------------------------------------------------------- |
| 15.                                                                  | "Close to You"                                                       | Ferguson Boldt                                                       |                                                                      | 4:26                                                                 |
| 16.                                                                  | "Paradise"                                                           | Ferguson Adams Jay Beckenstein                                       | will.i.am                                                            | 4:28                                                                 |
| Tổng thời lượng:                                                     | Tổng thời lượng:                                                     | Tổng thời lượng:                                                     | Tổng thời lượng:                                                     | 66:34                                                                |

| The Dutchess – Phiên bản đặt trước trên iTunes Store Hoa Kỳ (bản nhạc bổ sung) | The Dutchess – Phiên bản đặt trước trên iTunes Store Hoa Kỳ (bản nhạc bổ sung) | The Dutchess – Phiên bản đặt trước trên iTunes Store Hoa Kỳ (bản nhạc bổ sung) | The Dutchess – Phiên bản đặt trước trên iTunes Store Hoa Kỳ (bản nhạc bổ sung) | The Dutchess – Phiên bản đặt trước trên iTunes Store Hoa Kỳ (bản nhạc bổ sung) |
| STT                                                                            | Nhan đề                                                                        | Sáng tác                                                                       | Sản xuất                                                                       | Thời lượng                                                                     |
| ------------------------------------------------------------------------------ | ------------------------------------------------------------------------------ | ------------------------------------------------------------------------------ | ------------------------------------------------------------------------------ | ------------------------------------------------------------------------------ |
| 17.                                                                            | "Wake Up"                                                                      | Ferguson Adams Ray Brady                                                       | will.i.am Fair [a]                                                             | 3:03                                                                           |
| Tổng thời lượng:                                                               | Tổng thời lượng:                                                               | Tổng thời lượng:                                                               | Tổng thời lượng:                                                               | 69:37                                                                          |

| The Dutchess – Phiên bản tiêu chuẩn quốc tế (bản nhạc bổ sung) | The Dutchess – Phiên bản tiêu chuẩn quốc tế (bản nhạc bổ sung) | The Dutchess – Phiên bản tiêu chuẩn quốc tế (bản nhạc bổ sung)                                                | The Dutchess – Phiên bản tiêu chuẩn quốc tế (bản nhạc bổ sung) | The Dutchess – Phiên bản tiêu chuẩn quốc tế (bản nhạc bổ sung) |
| STT                                                            | Nhan đề                                                        | Sáng tác | Sản xuất                                                       | Thời lượng                                                     |
| -------------------------------------------------------------- | -------------------------------------------------------------- | --- | -------------------------------------------------------------- | -------------------------------------------------------------- |
| 14.                                                            | "Get Your Hands Up" (hợp tác với The Black Eyed Peas)          | Ferguson Adams Melvin Lewis Michael Matthews Jean-Baptiste Anthony Tidd Jaime Gomez Allan Pineda Jaime Munson | Noizetrip                                                      | 3:33                                                           |
| 15.                                                            | "Israel Nights (Maybe We Can Take a Ride)" (bản nhạc ẩn)       | |                                                                | 3:34                                                           |

| The Dutchess – Phiên bản cao cấp quốc tế và tiêu chuẩn tại Úc và Vương quốc Anh (bản nhạc bổ sung) | The Dutchess – Phiên bản cao cấp quốc tế và tiêu chuẩn tại Úc và Vương quốc Anh (bản nhạc bổ sung) | The Dutchess – Phiên bản cao cấp quốc tế và tiêu chuẩn tại Úc và Vương quốc Anh (bản nhạc bổ sung) | The Dutchess – Phiên bản cao cấp quốc tế và tiêu chuẩn tại Úc và Vương quốc Anh (bản nhạc bổ sung) | The Dutchess – Phiên bản cao cấp quốc tế và tiêu chuẩn tại Úc và Vương quốc Anh (bản nhạc bổ sung) |
| STT                                                                                                | Nhan đề                                                                                            | Sáng tác                                                                                           | Sản xuất                                                                                           | Thời lượng                                                                                         |
| -------------------------------------------------------------------------------------------------- | -------------------------------------------------------------------------------------------------- | -------------------------------------------------------------------------------------------------- | -------------------------------------------------------------------------------------------------- | -------------------------------------------------------------------------------------------------- |
| 15.                                                                                                | "Wake Up"                                                                                          | Ferguson Adams Brady                                                                               | will.i.am Fair [a]                                                                                 | 3:03                                                                                               |
| 16.                                                                                                | "Israel Nights (Maybe We Can Take a Ride)" (bản nhạc ẩn)                                           | | | 3:34                                                                                               |

| The Dutchess – Phiên bản tiêu chuẩn tại Nhật Bản (bản nhạc bổ sung) | The Dutchess – Phiên bản tiêu chuẩn tại Nhật Bản (bản nhạc bổ sung) | The Dutchess – Phiên bản tiêu chuẩn tại Nhật Bản (bản nhạc bổ sung) | The Dutchess – Phiên bản tiêu chuẩn tại Nhật Bản (bản nhạc bổ sung) | The Dutchess – Phiên bản tiêu chuẩn tại Nhật Bản (bản nhạc bổ sung) |
| STT                                                                 | Nhan đề                                                             | Sáng tác                                                            | Sản xuất                                                            | Thời lượng                                                          |
| ------------------------------------------------------------------- | ------------------------------------------------------------------- | ------------------------------------------------------------------- | ------------------------------------------------------------------- | ------------------------------------------------------------------- |
| 16.                                                                 | "Paradise"                                                          | Ferguson Adams Beckenstein                                          | will.i.am                                                           | 4:28                                                                |
| 17.                                                                 | "Israel Nights (Maybe We Can Take a Ride)" (bản nhạc ẩn)            |                                                                     |                                                                     | 3:34                                                                |

| The Dutchess – Phiên bản cao cấp giới hạn tại Nhật Bản (bản nhạc bổ sung) | The Dutchess – Phiên bản cao cấp giới hạn tại Nhật Bản (bản nhạc bổ sung) | The Dutchess – Phiên bản cao cấp giới hạn tại Nhật Bản (bản nhạc bổ sung) | The Dutchess – Phiên bản cao cấp giới hạn tại Nhật Bản (bản nhạc bổ sung) | The Dutchess – Phiên bản cao cấp giới hạn tại Nhật Bản (bản nhạc bổ sung) |
| STT                                                                       | Nhan đề                                                                   | Sáng tác                                                                  | Sản xuất                                                                  | Thời lượng                                                                |
| ------------------------------------------------------------------------- | ------------------------------------------------------------------------- | ------------------------------------------------------------------------- | ------------------------------------------------------------------------- | ------------------------------------------------------------------------- |
| 18.                                                                       | "True"                                                                    | Gary Kemp                                                                 | will.i.am                                                                 | 3:45                                                                      |

| The Dutchess – Phiên bản cao cấp giới hạn tại Nhật Bản (DVD kèm theo) | The Dutchess – Phiên bản cao cấp giới hạn tại Nhật Bản (DVD kèm theo) | The Dutchess – Phiên bản cao cấp giới hạn tại Nhật Bản (DVD kèm theo) |
| STT                                                                   | Nhan đề                                                               | Thời lượng                                                            |
| --------------------------------------------------------------------- | --------------------------------------------------------------------- | --------------------------------------------------------------------- |
| 1.                                                                    | "London Bridge" (video ca nhạc)                                       |                                                                       |
| 2.                                                                    | "Fergalicious" (hợp tác với will.i.am) (video ca nhạc)                |                                                                       |
| 3.                                                                    | "Glamorous" (hợp tác với Ludacris) (video ca nhạc)                    |                                                                       |

| The Dutchess +3 – bản nhạc bổ sung | The Dutchess +3 – bản nhạc bổ sung                       | The Dutchess +3 – bản nhạc bổ sung | The Dutchess +3 – bản nhạc bổ sung | The Dutchess +3 – bản nhạc bổ sung |
| STT                                | Nhan đề                                                  | Sáng tác                           | Sản xuất                           | Thời lượng                         |
| ---------------------------------- | -------------------------------------------------------- | ---------------------------------- | ---------------------------------- | ---------------------------------- |
| 18.                                | "Pick It Up" (hợp tác với will.i.am)                     | Ferguson Adams Harris              | Harris will.i.am Fair [a]          | 4:34                               |
| 19.                                | "Personal" (Big Girls Remix) (hợp tác với Sean Kingston) | Ferguson Gad                       | will.i.am Fair [a] J.R. Rotem [b]  | 3:53                               |
| 20.                                | "Clumsy" (Remix)                                         | Ferguson Adams Troup               | will.i.am Pajon Jr. [b]            | 3:31                               |

| The Dutchess – Phiên bản tour tại Úc (bản nhạc bổ sung) | The Dutchess – Phiên bản tour tại Úc (bản nhạc bổ sung)            | The Dutchess – Phiên bản tour tại Úc (bản nhạc bổ sung) | The Dutchess – Phiên bản tour tại Úc (bản nhạc bổ sung) | The Dutchess – Phiên bản tour tại Úc (bản nhạc bổ sung) |
| STT                                                     | Nhan đề                                                            | Sáng tác                                                | Sản xuất                                                | Thời lượng                                              |
| ------------------------------------------------------- | ------------------------------------------------------------------ | ------------------------------------------------------- | ------------------------------------------------------- | ------------------------------------------------------- |
| 18.                                                     | "Personal" (Big Girls Don't Cry Remix) (hợp tác với Sean Kingston) | Ferguson Gad                                            | will.i.am Fair [a] Rotem [b]                            | 3:53                                                    |
| 19.                                                     | "Clumsy" (Pajon Rock Mix)                                          | Ferguson Adams Troup                                    | will.i.am Pajon Jr. [b]                                 | 3:29                                                    |
| 20.                                                     | "Clumsy" (Collipark Remix) (hợp tác với Soulja Boy Tell 'Em)       | Ferguson Adams Troup                                    | Mr. Collipark The Package Store                         | 3:52                                                    |
| Tổng thời lượng:                                        | Tổng thời lượng:                                                   | Tổng thời lượng:                                        | Tổng thời lượng:                                        | 79:55                                                   |

| The Dutchess Deluxe (bản nhạc bổ sung) | The Dutchess Deluxe (bản nhạc bổ sung)                       | The Dutchess Deluxe (bản nhạc bổ sung)                | The Dutchess Deluxe (bản nhạc bổ sung) | The Dutchess Deluxe (bản nhạc bổ sung) |
| STT                                    | Nhan đề                                                      | Sáng tác                                              | Sản xuất                               | Thời lượng                             |
| -------------------------------------- | ------------------------------------------------------------ | ----------------------------------------------------- | -------------------------------------- | -------------------------------------- |
| 14.                                    | "Barracuda"                                                  | Ann Wilson Nancy Wilson Michael DeRosier Roger Fisher | will.i.am                              | 4:39                                   |
| 15.                                    | "Party People" (Nelly và Fergie)                             | Cornell Haynes Ferguson Jones Garrett                 | Polow da Don                           | 4:02                                   |
| 16.                                    | "Clumsy" (Collipark Remix) (hợp tác với Soulja Boy Tell 'Em) | Ferguson Adams Troup                                  | Mr. Collipark The Package Store        | 3:52                                   |
| 17.                                    | "Labels or Love"                                             | Salaam Remi Rico Love Douglas Cuomo                   | Salaamremi.com                         | 3:51                                   |

| The Dutchess Deluxe – Phiên bản tại Nhật Bản (DVD kèm theo) | The Dutchess Deluxe – Phiên bản tại Nhật Bản (DVD kèm theo) | The Dutchess Deluxe – Phiên bản tại Nhật Bản (DVD kèm theo) |
| STT                                                         | Nhan đề                                                     | Thời lượng                                                  |
| ----------------------------------------------------------- | ----------------------------------------------------------- | ----------------------------------------------------------- |
| 1.                                                          | "Fergalicious" (hợp tác với will.i.am) (video ca nhạc)      |                                                             |
| 2.                                                          | "Glamorous" (hợp tác với Ludacris) (video ca nhạc)          |                                                             |
| 3.                                                          | "Big Girls Don't Cry" (video ca nhạc)                       |                                                             |
| 4.                                                          | "Big Girls Don't Cry" (bản mở rộng) (video ca nhạc)         |                                                             |
| 5.                                                          | "London Bridge" (video ca nhạc)                             |                                                             |
| 6.                                                          | "Hậu trường thực hiện video Clumsy" (video)                 |                                                             |
| 7.                                                          | "Clumsy" (video ca nhạc)                                    |                                                             |

Ghi chú
- ^a  nghĩa là sản xuất giọng hát
- ^b  nghĩa là người phối lại

Ghi chú nhạc mẫu
- "Fergalicious" bao gồm:
  - sử dụng nội dung từ "Supersonic", sáng tác bởi Dania Maria Birks, Juana Michelle Burns, Juanita A. Lee, Kim Nazel và Fatima Shaheed.[7]
  - một đoạn nhạc mẫu của "Give It All You Got", sáng tác bởi Derrick Rahming, thu âm bởi Afro Rican.
- "Clumsy" chứa đoạn nhạc mẫu "The Girl Can't Help It", sáng tác bởi Bobby Troup, thu âm bởi Little Richard.[7]
- "All That I Got (The Make-Up Song)" chứa đoạn nhạc mẫu "Zoom", sáng tác bởi Lionel Richie và Ronald LaPread Sr., thu âm bởi The Commodores.[7]
- "Here I Come" chứa đoạn nhạc mẫu "Get Ready", sáng tác bởi William Robinson Jr., thu âm bởi The Temptations.[7]
- "Mary Jane Shoes" chứa nội dung từ "No Woman, No Cry", sáng tác bởi Vincent Ford.[7]

## Xếp hạng
| Bảng xếp hạng (2006–2008)           | Vị trí cao nhất |
| ----------------------------------- | --------------- |
| Album Úc (ARIA)                     | 1               |
| Album Úc Urban (ARIA)               | 1               |
| Album Áo (Ö3 Austria)               | 17              |
| Album Bỉ (Ultratop Vlaanderen)      | 45              |
| Album Bỉ (Ultratop Wallonie)        | 63              |
| Album Canada (Billboard)            | 4               |
| Album Đan Mạch (Hitlisten)          | 27              |
| Album Hà Lan (Album Top 100)        | 46              |
| Album Pháp (SNEP)                   | 44              |
| Album Đức (Offizielle Top 100)      | 11              |
| Album Ireland (IRMA)                | 9               |
| Album Ý (FIMI)                      | 29              |
| Album Nhật Bản (Oricon)             | 3               |
| Album New Zealand (RMNZ)            | 2               |
| Album Na Uy (VG-lista)              | 17              |
| Album Ba Lan (ZPAV)                 | 14              |
| Album Bồ Đào Nha (AFP)              | 25              |
| Album Scotland (OCC)                | 19              |
| Album Tây Ban Nha (PROMUSICAE)      | 93              |
| Album Thụy Điển (Sverigetopplistan) | 35              |
| Album Thụy Sĩ (Schweizer Hitparade) | 11              |
| Album Đài Loan (Five Music)         | 1               |
| Album Anh Quốc (OCC)                | 18              |
| Album Anh Quốc R&B (OCC)            | 1               |
| Album Hoa Kỳ Billboard 200          | 2               |

| Bảng xếp hạng (2006)      | Vị trí |
| ------------------------- | ------ |
| Album Úc Urban (ARIA)     | 16     |
| Album Nhật Bản (Oricon)   | 45     |
| Hoa Kỳ Billboard 200      | 115    |
| Album Toàn cầu (IFPI)     | 26     |
| Bảng xếp hạng (2007)      | Vị trí |
| Album Úc (ARIA)           | 5      |
| Album Úc Urban (ARIA)     | 2      |
| Album New Zealand (RIANZ) | 28     |
| Album Anh Quốc (OCC)      | 85     |
| Hoa Kỳ Billboard 200      | 3      |
| Album Toàn cầu (IFPI)     | 20     |
| Bảng xếp hạng (2008)      | Vị trí |
| Album Úc (ARIA)           | 64     |
| Album Úc Urban (ARIA)     | 9      |
| Hoa Kỳ Billboard 200      | 45     |

| Bảng xếp hạng (2000–2009) | Vị trí |
| ------------------------- | ------ |
| Album Úc (ARIA)           | 94     |
| Hoa Kỳ Billboard 200      | 78     |

| Bảng xếp hạng             | Vị trí |
| ------------------------- | ------ |
| Hoa Kỳ Billboard 200      | 100    |
| Hoa Kỳ Billboard 200 (Nữ) | 30     |

## Chứng nhận
| Quốc gia | Chứng nhận  | Số đơn vị/doanh số chứng nhận |
| --- | ----------- | ----------------------------- |
| Argentina (CAPIF) | Vàng        | 20.000^                       |
| Úc (ARIA) | 4× Bạch kim | 280.000^                      |
| Brasil (Pro-Música Brasil) | Bạch kim    | 60.000*                       |
| Canada (Music Canada) | 3× Bạch kim | 300.000^                      |
| Đan Mạch (IFPI Đan Mạch) | Bạch kim    | 20.000‡                       |
| Đức (BVMI) | Vàng        | 150.000^                      |
| Nhật Bản (RIAJ) | Bạch kim    | 250.000^                      |
| New Zealand (RMNZ) | Bạch kim    | 15.000^                       |
| Ba Lan (ZPAV) | Bạch kim    | 20.000*                       |
| Nga (NFPF) | 3× Bạch kim | 60.000*                       |
| Singapore (RIAS) | Vàng        | 5.000*                        |
| Thụy Sĩ (IFPI) | Vàng        | 15.000^                       |
| Anh Quốc (BPI) | Bạch kim    | 300.000^                      |
| Hoa Kỳ (RIAA) | 5× Bạch kim | 5.000.000‡                    |
| Tổng hợp |             |                               |
| Toàn cầu | —           | 12,000,000                    |
| * Chứng nhận dựa theo doanh số tiêu thụ. ^ Chứng nhận dựa theo doanh số nhập hàng. ‡ Chứng nhận dựa theo doanh số tiêu thụ và phát trực tuyến. |             |                               |

## Lịch sử phát hành
| Khu vực        | Ngày              | Phiên bản          | Định dạng   | Hãng đĩa        | Ct.    |
| -------------- | ----------------- | ------------------ | ----------- | --------------- | ------ |
| Nhật Bản       | 13 tháng 9, 2006  | Tiêu chuẩn         | CD          | Universal Music | [ 65 ] |
| Vương quốc Anh | 18 tháng 9, 2006  | Tiêu chuẩn         | CD          | Polydor         | [ 66 ] |
| Canada         | 19 tháng 9, 2006  | Tiêu chuẩn         | CD          | Universal Music | [ 67 ] |
| New Zealand    | 19 tháng 9, 2006  | Tiêu chuẩn         | CD          | Universal Music | [ 68 ] |
| Hoa Kỳ         | 19 tháng 9, 2006  | Tiêu chuẩn         | CD          | will.i.am A&M   | [ 69 ] |
| Đức            | 22 tháng 9, 2006  | Tiêu chuẩn         | CD          | Universal Music | [ 70 ] |
| Brazil         | 25 tháng 10, 2006 | Tiêu chuẩn quốc tế | Tải nhạc số | Universal Music | [ 71 ] |
| Nhật Bản       | 7 tháng 3, 2007   | Cao cấp (giới hạn) | CD+DVD      | Universal Music | [ 72 ] |
| Nhật Bản       | 7 tháng 11, 2007  | The Dutchess +3    | CD          | Universal Music | [ 73 ] |
| Đan Mạch       | 26 tháng 5, 2008  | Cao cấp            | CD          | Universal Music | [ 74 ] |
| Thụy Điển      | 26 tháng 5, 2008  | Cao cấp            | CD          | Universal Music | [ 75 ] |
| Canada         | 27 tháng 5, 2008  | Cao cấp            | CD          | Universal Music | [ 76 ] |
| Hoa Kỳ         | 27 tháng 5, 2008  | Cao cấp            | CD          | will.i.am A&M   | [ 77 ] |
| Nhật Bản       | 31 tháng 5, 2008  | Cao cấp            | CD+DVD      | Universal Music | [ 78 ] |
| Nhật Bản       | 4 tháng 3, 2009   | The Dutchess +3    | CD          | Universal Music | [ 79 ] |
| Nhật Bản       | 4 tháng 8, 2010   | The Dutchess +3    | CD          | Universal Music | [ 80 ] |
| Nhật Bản       | 17 tháng 10, 2012 | The Dutchess +3    | SHM-CD      | Universal Music | [ 81 ] |
| Hoa Kỳ         | 21 tháng 10, 2016 | Tiêu chuẩn         | LP          | Interscope      | [ 82 ] |